# Swale (district)
Pour les articles homonymes, voir Swale.
Swale est un district non-métropolitain du Kent avec le statut de borough, En Angleterre. Son conseil est basé à Sittingbourne. Le district est nommé d'après le canal étroit appelé Le Swale, soit un canal qui sépare le continent de l'Île de Sheppey, et qui occupe la partie centrale du district. La gare de Swale est à l'extrémité sud du Pont de Kingsferry. Il y a quatre villes de l'arrondissement: Sittingbourne et Faversham sur le continent; Sheerness et Queenborough sur l'île. 

## Liste des paroisses du borough de Swale
- Badlesmere
- Bapchild
- Bobbing
- Borden
- Boughton-under-Blean
- Bredgar
- Conyer
- Doddington
- Dunkirk
- Eastchurch
- Eastling
- Faversham
- Goodnestone
- Graveney
- Hartlip
- Hernhill
- Iwade
- Leysdown
- Lower Halstow
- Lynsted
- Kemsley
- Milstead
- Milton Regis
- Minster-on-Sea
- Murston
- Newington
- Newnham
- Norton Buckland & Stone
- Oare
- Ospringe
- Rodmersham
- Rushenden
- Selling
- Sheldwich, Badlesmere and Leaveland
- Stalisfield
- Teynham
- Throwley
- Tonge
- Tunstall
- Warden